# Zuideinde (Tynaarlo)
Zuideinde is een buurtschap in de Noord-Drentse gemeente Tynaarlo. Het ligt ten zuiden van Eelde en ten noordwesten van het Vliegveld Eelde en vormt de zuidelijke verlenging van de kom van Eelde-Paterswolde. De buurt bestaat uit enige bebouwing rond de driesprong De Drift met de Hoofdweg en een aantal verspreid gelegen woonboerderijen ten zuiden daarvan. Bij de bebouwing bevinden zich een restaurant en een aantal andere bedrijven. In de omgeving worden veel dahlia's verbouwd voor het bloemencorso van Eelde.
Ten westen van de Hoofdweg bevinden zich de resten van de Waterburcht van Eelde en de havezate Ter Borch.

## Eskampenweg en Molenweg
Tijdens de Tweede Wereldoorlog werden een aantal hangars voor de fliegerhorst gebouwd en rollerbahnen (wegen voor tanks) aangelegd, waarvan nog 75 meter aanwezig is: het laatste stuk weg bestaande uit rode bakstenen van de Eskampenweg nabij de hoek met de Molenweg. De Eskampenweg liep voor die tijd door als de Hakenkampsweg naar Yde (nu Moesweg), maar werd door het vliegveld door midden gesneden. 
Ten zuiden van de Molenweg stond in de 19e eeuw 'de oudste en waarschijnlijk nog enige standerdmolen in de provincie Drenthe', die in 1870 afbrandde, vervolgens werd herbouwd als kleinere poldermolen, in 1894 opnieuw afbrandde, een jaar later opnieuw werd herbouwd, om in 1919 alsnog te worden gesloopt. Bij het molenhuis bevindt zich het particuliere natuurgebiedje De Oude Molensteen, dat niet betreedbaar is voor het publiek. Aan noordzijde van de Molenweg ligt in het landschap een eveneens niet door het publiek bereikbaar vennetje met de naam Getiensen Veentie.
Dorpen: Bunne · De Groeve · De Punt · Donderen · Eelde · Eelderwolde · Midlaren · Oudemolen · Paterswolde (deels) · Taarlo · Tynaarlo · Vries · Winde · Yde · Zeegse · Zeijen · Zuidlaarderveen · Zuidlaren (Schuilingsoord · Westlaren)

Buurtschappen: Bokkenstreek · Bruilweering (deels) · Halfweg · Luchtenburg · Oosterbroek · Plankensloot · Schelfhorst · Zuideinde

Drenthe: Steden en dorpen      Nederland: Provincies · Gemeenten